# 鼎王餐飲集團
鼎王餐飲集團（亦稱鼎王麻辣鍋，簡稱鼎王；英文：Tripodking）是臺灣餐廳連鎖集團，總部位於臺中市西屯區，於1991年創立；董事長為陳世明。

## 歷史
- 1991年，鼎王麻辣鍋創始店在熱鬧擁擠的台中忠孝夜市創立[1]。
- 2009年，推出「無老養生鍋」鍋類品牌。
- 2010年，鼎王集團以6家店，創造7億多元營業額，平均每家店每月營業額1300萬元左右[2]

- 2014年2－3月，遭台灣媒體及知情人士指控爆料食品安全、訂價過高賺取暴利、文宣內容不實、違建等問題，重創品牌形象[3]。

## 爭議事件

### 食品安全
2014年2－3月，鼎王麻辣鍋遭台灣媒體爆料湯頭並非宣稱純天然製成，接著旗下集團各餐廳接連被爆料農藥殘留過量、食材來源不實及定價遠低成本價等問題
2014年3月17日，台中衛生局公布鼎王餐飲集團旗下餐廳22項產品抽驗結果，全數符合國家檢驗標準。

#### 鼎王麻辣鍋
鼎王麻辣鍋湯頭遭爆料是用味精、大骨粉調製，鼎王集團承認湯頭添加康寶雞湯塊，但絕未泡粉，也從未強調是「天然」湯頭。
酸菜鍋說是加入天然醋，事實上只有工研醋。四人份成本只要66元，卻賣385塊錢，獲利6倍之多。
2月26日上午，鼎王也首度對外公開位於台中烏日的中央廚房，示範麻辣湯底的熬製食材及過程，也讓媒體記者拍攝全程熬煮的手續。
但後來又被媒體爆料，號稱供應全台灣9家分店湯底的烏日兩百多坪廠房，只有6個工作人員，一天上班8個小時，冷凍庫紀錄表，光是二月份一片空白，竟然只有三天留下簽名紀錄。而鼎王宣稱委託高雄岡山工業區食品廠「好神食品」存放湯頭，好神食品被質疑可能就是鼎王湯頭代工廠。
- 新竹縣衛生局抽驗，鼎王新竹店內使用的蔬菜「大陸妹」，殘留農藥「三氟敏」0.79ppm(標準：0.01ppm)，要求店家暫時不得使用[10]。

鼎王在官網上標榜金針菇有醫療功效，此舉已違反《食品衛生管理法》，依法開罰80萬元。

#### 無老鍋
「無老鍋」標榜湯頭是豬骨、蹄筋清蒸去油後，再和老母雞熬煮8小時，遭踢爆公司根本沒有進老母雞，只有進貨雞粉。食材「無老肉」、豆皮、水晶餃、手工魚餃等販賣售價遠高於進貨價。「無老鍋」的枸杞驗出3種有致癌性禁用農藥，驗出「克芬蟎Clofentezine 0.03ppm(標準：不得檢出)」、「毆蟎多Propargite 0.06ppm(標準：不得檢出)」、「得克利Tebuconazole 0.02ppm(標準：0.01ppm)」，已勒令「無老鍋」下架，並依《食品衛生管理法》開罰上游供貨商「興聯發貿易行」。。

#### 塩選輕塩風燒肉
鼎王旗下「塩選輕塩風燒肉」業者陳世明宣稱，他獨家取得摩洛哥皇室製作技術，耗費千萬元於高雄打造製鹽工廠，強調以繁複工法，添加法國松露成分，製造出獨一無二的「塩之鑽」調味鹽。陳世明於2014年3月5日下午，主動在特別助理及2名法務人員陪同之下，到台中市政府衛生局說明近7小時。事後，陳世明坦承沒有製鹽工廠。台中市副市長蔡炳坤下午3點舉行記者會表示，調查後鼎王並沒有設立製鹽場，以不實廣告手法蒙騙消費者與社會大眾，依法開罰新台幣180萬元。。

#### 囍壺人間茶館
囍壺人間茶館供貨商「華山茶廠」生產的頂級綠茶，遭北市衛生局檢出殘留恐致癌的殺蟲劑芬普尼且超標3倍。

### 文宣造假
鼎王旗下「無老鍋」於名片、店內菜單等廣告文宣上聲稱，代表性產品「冰淇淋豆腐鍋」是創辦人陳世明，偶然前往日本岐阜县鄉下旅行，無意間品嚐到一位由高齡70歲的「無老婆婆」製做的「冰淇淋豆腐」；經過三年學習，終於取得失傳百年的豆腐手工藝配方製程。不過美食作家張瑀庭在2014年2月底，於臉書上發表文章，聲稱曾跟「無老鍋」經理進行對質，對方坦承是編劇說故事，「冰淇淋豆腐」的成分其實是魚漿。
對照之前無老鍋接受美食節目採訪時，強調「冰淇淋豆腐鍋是明治時代已失傳近百年的鍋物」，陳世明將其製作方法帶回台灣，就連名片上也是印著同樣的字句。
2014年3月9日，鼎王執行長陳世明舉辦記者會，會中六度以鼎王服務員非常具有特色的90度鞠躬禮，向社會大眾致歉。陳世明坦承，「無老婆婆」根本就是一號幽靈人物，他道歉時臉色鐵青；鼎王發言人梁靜軒表示，「把我們裡面部份重新做過一次檢視，做出最正確的文宣。」

## 旗下餐廳
- 鼎王麻辣鍋[20]
- 無老鍋[21]
- 塩選輕塩風燒肉[22]

## 外部連結
- 鼎王麻辣鍋 （页面存档备份，存于）（繁體中文）
  - 鼎王麻辣鍋官方粉絲團的Facebook專頁
- 無老鍋 （页面存档备份，存于）（繁體中文）
  - 無老鍋官方粉絲團的Facebook專頁
- 塩選輕塩風燒肉 （页面存档备份，存于）（繁體中文）
  - 塩選輕塩風燒肉粉絲團的Facebook專頁